# Phanerotoma bilinea
Phanerotoma bilinea är en stekelart som beskrevs av Lyle 1924. Phanerotoma bilinea ingår i släktet Phanerotoma och familjen bracksteklar. Inga underarter finns listade i Catalogue of Life.